# Перлин, Евгений Юрьевич
Евге́ний Ю́рьевич Пе́рлин (род. 25 января 1947, Киев) — советский и российский физик. Доктор физико-математических наук (1988).

## Биография
Сын профессора Юрия Евгеньевича Перлина, доктора физико-математических наук, члена-корреспондента АН Молдавской ССР, и Клары Борисовны Фейгиной. Внук филолога Евгения Исааковича Перлина (1893—1936), репрессированного в 1936 году.
С 1952 года жил с родителями в Кишинёве. В 1968 году окончил физическое отделение физико-математического факультета Кишинёвского государственного университета. После окончания аспирантуры в Институте прикладной физики АН Молдавской ССР (1968—1971) защитил диссертацию кандидата физико-математических наук (1971). Работал в Институте прикладной физики АН МССР (1971—1974), затем в Государственном оптическом институте имени С. И. Вавилова (1974—2005) в качестве младшего, старшего и ведущего научного сотрудника.
Профессор кафедры «Оптическая физика и современное естествознание», заведующий лабораторией Центра «Информационные оптические технологии» ИТМО. Профессор кафедры экспериментальной физики Санкт-Петербургского политехнического университета Петра Великого.
Занимался теорией оптического штарк-эффекта в условиях двойного резонанса на междузонных, примесных и экситонных переходах, исследованиями фотоиндуцированных автоионизационно-подобных резонансов в твёрдых телах, специалист в области квантовой теории взаимодействия мощного электромагнитного излучения с твёрдыми телами, в том числе с контактными структурами и наноструктурами.

## Основные работы
Книги
- Перлин Е. Ю., Вартанян Т. А., Фёдоров А. В. Физика твёрдого тела. Оптика полупроводников, диэлектриков, металлов. Учебное пособие. СПбНИУ ИТМО, 2008. — 216 с.

Статьи
- Перлин Е. Ю., Федотов А. В., Кашевник М. Б. Многофотонное междузонное поглощение с участием свободных носителей в кристаллах // ЖЭТФ. 1983. Т.85. В. 4(10). С. 1357—1365.
- Перлин Е. Ю., Данишевский A.M. Оптический эффект Фарадея, обусловленный флуктуациями спиновой плотности в полупроводниках п-типа // ЖЭТФ. 1994, Т.106. В. 2(8). С. 503—521.
- Перлин Е. Ю. Оптический штарк-эффект при переходном двойном резонансе в полупроводниках // ЖЭТФ. 1994. Т. 105. В.1. С. 186—197.